# Nick Griffin
Nicholas John Griffin, más conocido como Nick Griffin (Barnet, 1 de marzo de 1959) es un político británico de extrema derecha que representó al noroeste de Inglaterra como miembro del Parlamento Europeo (MEP) de 2009 a 2014. Fue líder y luego presidente del Partido Nacional Británico (BNP) desde 1999 hasta 2014, cuando fue expulsado del partido de extrema derecha.
Nacido en el suburbio londinense de Barnet, se educó en la escuela de Woodbridge, en Suffolk. Se afilió al Frente Nacional a los 14 años y, tras graduarse en la Universidad de Cambridge, se convirtió en trabajador político del partido. En 1980 se convirtió en miembro de su órgano de gobierno, y más tarde escribió artículos para varias revistas de derechas. Fue candidato del Frente Nacional al escaño de Croydon North West en 1981 y 1983, pero abandonó el partido en 1989. En 1995 se unió al BNP y en 1999 se convirtió en su líder. Se presentó como candidato del partido en varias elecciones y se convirtió en miembro del Parlamento Europeo por el noroeste de Inglaterra en las elecciones europeas de 2009.
En 1998, Griffin fue condenado por distribuir material susceptible de incitar al odio racial, por lo que recibió una pena de prisión suspendida. En 2006 fue absuelto de otros cargos de incitación al odio racial. Griffin ha sido criticado por muchos de sus comentarios sobre cuestiones políticas, sociales, éticas y religiosas, pero tras convertirse en líder del BNP trató de distanciarse de algunas de sus posturas anteriores, que incluían la negación del Holocausto. Los actos en los que Griffin ha sido invitado a participar en debates públicos o discusiones políticas han resultado controvertidos y a menudo han dado lugar a protestas y cancelaciones. El 1 de abril del 2010, la Universidad de Cambridge pretendía revocarle el título que obtuvo en 1980 en un intento por romper cualquier conexión con él, debido a su comportamiento xenófobo.